# Minniza algerica
Minniza algerica är en spindeldjursart som beskrevs av Beier 1931. Minniza algerica ingår i släktet Minniza och familjen Olpiidae. Inga underarter finns listade i Catalogue of Life.